# Víctor Pacheco Castillo
Víctor Pacheco Castillo fue un sacerdote y  político peruano. 
Entre 1896 y 1901 fue párroco de la Parroquia de Santa Ana en la ciudad del Cusco. Fue elegido senador suplente por el departamento del Cusco en 1903 hasta 1904 durante los mandatos de los presidentes Eduardo López de Romaña, Manuel Candamo y Serapio Calderón. Fue reelecto en 1906 hasta 1908 durante el gobierno de José Pardo y Barreda y Augusto B. Leguía durante la República Aristocrática.
Durante su gestión, Pacheco Castillo presentó una propuesta para que el presupuesto del año 1905 incluyera partidas para el cuidado y la limpieza de los centros arqueológicos de Sacsayhuamán y Ollantaytambo